# Cykloalkan
Cykloalkan eller naften är inom kemin en ringformad version av alkanerna. Den generella summaformeln är CnH2n om de består av en ring. Cykloalkaner är inte samma sak som aromatiska kolväten. Till exempel innehåller cykloalkanen cyklohexan inga dubbelbindningar (omättnader) medan det aromatiska kolvätet bensen har tre konjugerade (samverkande) dubbelbindningar mellan kolatomerna. Samverkande dubbelbindningar i en ringformad molekyl kallas för ett aromatiskt system.

## Egenskaper och användning
Reaktionsbenägenheten hos cykloalkaner är starkt beroende på molekylstorleken – cyklopropan är reaktiv, för att inte säga instabil, cyklobutan är reaktiv, medan cyklopentan och cyklohexan är stabila.
Cyklopentan- och cyklohexanstrukturer, nästan alltid substituerade med alkylkedjor, eller substituerade med en eller flera aromatringar, som delar en sida med dessa cykloalkaner, är mycket vanliga i råoljor.
Cykloalkaner med två eller fler ringar, eventuellt substituerade av en bensenring som de delar sida med, är vanligt förekommande i till exempel dieselolja, lätt eldningsolja och jetbränsle. Cykloalkaner förekommer även i lösningsmedel och lacknafta.
Cykloalkaner är mycket vanliga i lösningsmedel. Ett exempel på en grupp av kommersiella lösningsmedel som säljs av många företag över hela EU-området är s.k. LIAV-lösningsmedel. De innehåller mycket cykliska alkaner, men få aromater. Cykloalkaner (nafteniska oljor) är mindre giftiga än motsvarande aromatiska oljor.

## Molekyluppbyggnad och giftighet
Ofta består cykloalkaner/nafteniska oljor av molekyler med ett kolskelett bestående av två eller flera ringar som delar en sida med varandra.
Vanliga exempel är:
- Bicyklodekan(er), (C10H18), även kallade dekahydronaftalener, som består av två ringar som delar en sida. Observera likheten i kolskelettets struktur mellan bicyklodekan och naftalen.

- Tricyklotetradekan(er) eller tetradekahydroantracen, (C14H24), som består av tre ringar som delar en sida med ringen bredvid.

Analysmetoder av flytande kolväteblandningar för att se om de innehåller cykloalkaner, och i så fall exakt vilka sorts cykloalkaner som finns i blandningen, är utvecklade.
Även kroppsliga hormoner och kemikalier som testosteron, östrogen, kolesterol och andra steroler är exempel på molekyler med till stor del cykloalkanstruktur. Av det skälet finns det en viss misstanke om, att tunga naftener med flera ringar skulle kunna ge hormonrubbningar[källa behövs]. Tunga cykloalkaners giftighet är dock ofullständigt undersökt.
Studier har gjorts av nafteners giftighet på däggdjur (råttor). De tycks vara giftiga, och bl.a. skada levern.